# Józef Brandt
Józef Brandt herbu Przysługa (ur. 11 lutego 1841 w Szczebrzeszynie, zm. 12 czerwca 1915 w Radomiu) – polski malarz, batalista, przedstawiciel szkoły monachijskiej.
Dzieła Józefa Brandta, oprócz muzeów polskich, znajdują się w kolekcjach muzeów Monachium, Berlina i Drezna.

## Życiorys
Pochodził z zamożnej rodziny warszawskich lekarzy. Był synem Jana Brandta i jego żony Anny Krystyny Marianny (1811–1878) z d. Lessel. Jego dziadek Franciszek Brandt, profesor medycyny na Uniwersytecie Warszawskim, uzyskał w 1824 roku nobilitację za wybitne zasługi w pracy naukowej. Jego dziadkiem od strony matki był znany architekt Fryderyk Albert Lessel. Gdy miał 5 lat zmarł jego ojciec, w związku z czym razem z matką zamieszkali u rodziny w majątku Grzmiące pod Radomiem.
Brandt ukończył gimnazjum w Instytucie Szlacheckim w 1858, a w 1859 podjął studia w École des Ponts et Chaussées w Paryżu, które miały go przygotować do zawodu inżyniera. W Paryżu poznał Juliusza Kossaka, który namówił go do podjęcia kariery artystycznej. Następnie przez kilka miesięcy uczył się w pracowni Léona Cognieta oraz korzystał z porad Kossaka i Henryka Rodakowskiego. Jesienią 1860 wrócił do Warszawy, po czym wyruszył z Kossakiem w podróż na Ukrainę i Podole, co wywarło fundamentalny wpływ na jego późniejszą twórczość. Zadebiutował w 1861 na wystawie Towarzystwa Zachęty Sztuk Pięknych.
W 1862 r. Brandt wyjechał na studia do Monachium, gdzie kształcił się w pracowni Alexandra Strähubera, a potem w klasie kompozycji Karla Pilotyego na Akademii Sztuk Pięknych w Monachium (w połowie lutego 1863 r. zgłosił się do Antikenklasse). Największy wpływ na rozwój jego talentu miała praca od maja 1863 roku w prywatnym atelier wybitnego niemieckiego batalisty Franza Adama. W 1869 roku obraz Powrót spod Wiednia – Tabor został zakupiony do zbiorów cesarza Austrii Franciszka Józefa.
W 1870 roku z powodu popularności wśród niemieckiej krytyki i kolekcjonerów zamieszkał na stałe w Monachium, gdzie otworzył pracownię. Od 1875 r. prowadził prywatną szkołę malarską, stając się przywódcą tzw. monachijskiej szkoły malarstwa polskiego, z którą byli związani m.in. Aleksander Gierymski, Bohdan Kleczyński, Alfred Kowalski, Tadeusz Ajdukiewicz, Wojciech Kossak, Leon Wyczółkowski. Tworzył głównie obrazy rodzajowo-batalistyczne i historyczne o tematyce związanej z walkami kozackimi, tatarskimi i wojnami szwedzkimi XVII w. Twórczość Brandta cechuje literackie ujęcie tematu, realizm szczegółów, swobodna kompozycja i mistrzowskie oddanie ruchu. Od młodości fascynował się dziejami XVII wiecznej Polski, a na jego sztukę wpływ miały podróże odbywane na Kresy dawnej Rzeczypospolitej (obrazy „Chodkiewicz pod Chocimiem”, „Odbicie jasyru pod Martynowem”). Brandt wywarł silny wpływ na malarstwo polskie oraz literaturę (Trylogia Henryka Sienkiewicza). W 1875 powołano go na członka Berlińskiej Akademii Sztuki.

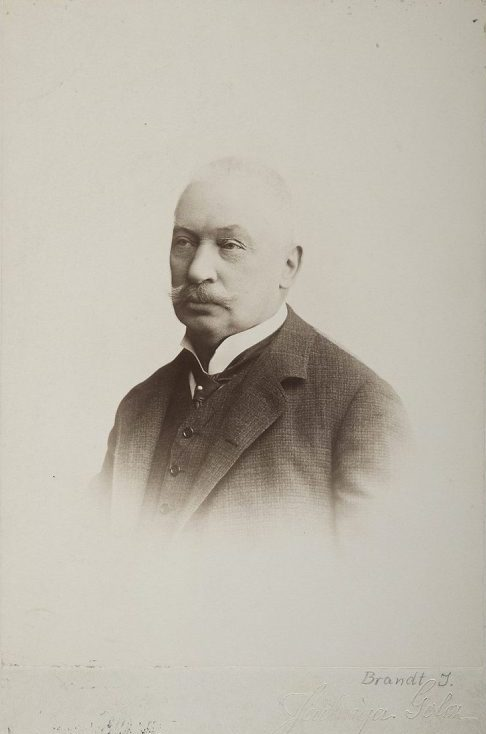
Józef Brandt, portret Jadwigi Golcz

W 1877 r. ożenił się z Heleną z Woyciechowskich Pruszakową (1847–1938), właścicielką wsi Orońsko k. Radomia, gdzie spędzał letnie wakacje, tworzył i prowadził szkołę przez większą część życia (obecnie w Orońsku znajduje się Centrum Rzeźby Polskiej). Posiadłość szybko stała się miejscem pracy twórczej nie tylko Brandta, ale również zaprzyjaźnionych malarzy, którzy wspólne plenery i dyskusje nazywali żartobliwie „Wolną Akademią Orońską”. W 1900 roku Brandt został wybrany honorowym członkiem Akademii Sztuk Pięknych w Pradze. W okresie późniejszym, po 1900 roku, można zaobserwować w dziełach Brandta popadanie w manierę i rutynę. Wskutek działań wojennych w 1915 rodzina Brandtów została zmuszona do opuszczenia Orońska. Malarz zmarł 12 czerwca t.r. w swoim mieszkaniu w Radomiu przy ul. Szerokiej (ob. Piłsudskiego) 9 w kamienicy nazywanej „Domem Brandta”. Został pochowany na miejscowym cmentarzu rzymskokatolickim w kw. 5A.
Pozostawił dwie córki: najstarsza, Maria Krystyna (1878–1912) poślubiła w 1899 roku malarza Stanisława Bohusz-Siestrzeńcewicza (1869–1927), a po rozwodzie z nim w 1905 r. hr. Józefa Tyszkiewicza (1869–1912).
Józef Brandt stworzył kolekcję dawnej broni, strojów, instrumentów muzycznych i historycznych rekwizytów, które przekazał w testamencie narodowi polskiemu.
Do naśladowców jego twórczości należał m.in. Władysław Szerner. Józef Brandt bywa określany jako najwybitniejszy polski malarz batalistyczny XIX wieku. W 2018 roku w Muzeum Narodowym w Warszawie odbyła się pierwsza szeroka prezentacja prac Józefa Brandta.

## Upamiętnienie

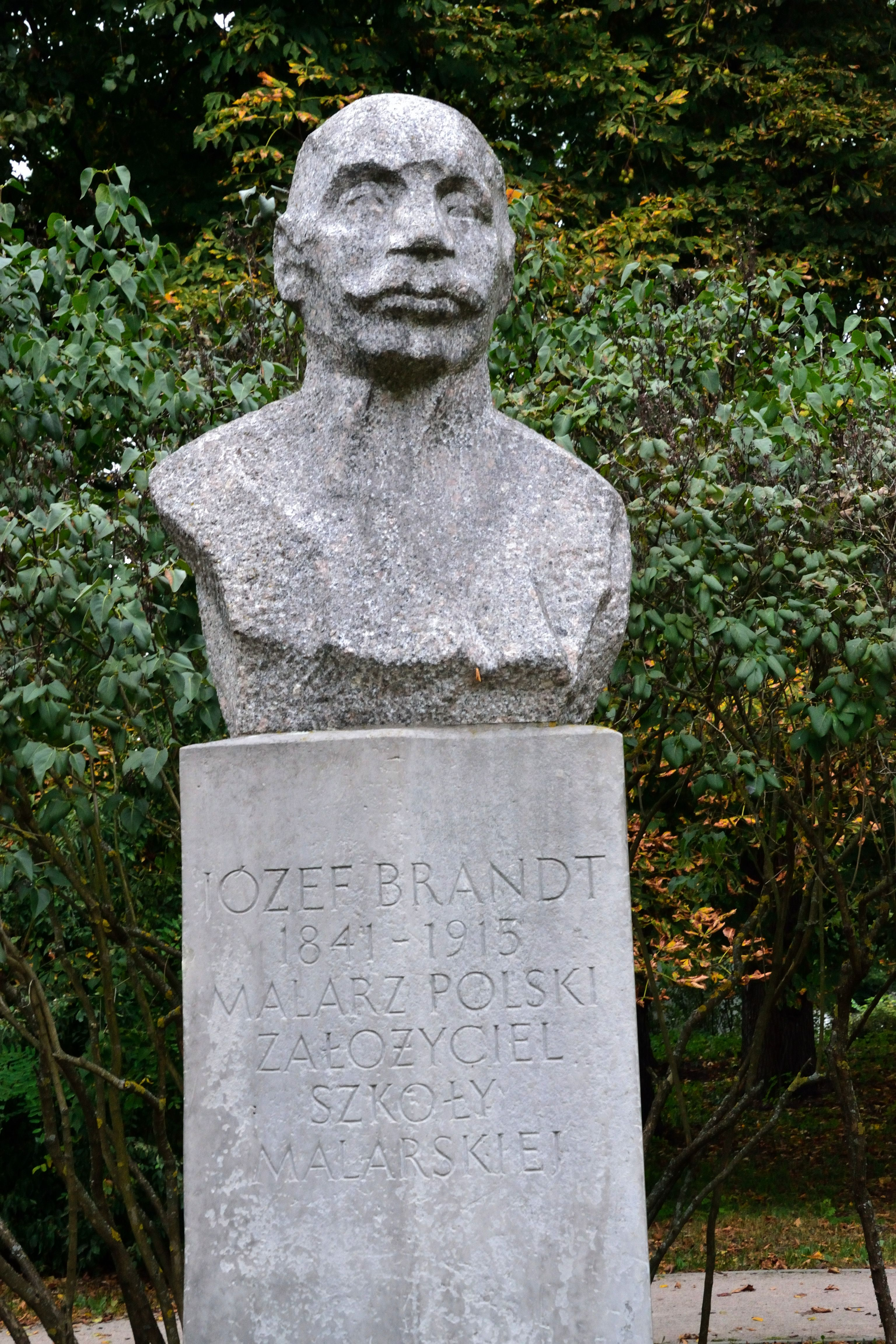
Pomnik Józefa Brandta w Orońsku

W Kielcach jedna z ulic nosi jego imię, natomiast w Orońsku na cześć artysty postawiono pomnik.

## Odznaczenia
- 1893 – Order Zasługi Korony Bawarskiej[7]
- 1893 – Order Izabeli Katolickiej[8]
- 1898 – Order Maksymiliana za Naukę i Sztukę[8]

## Wybrane dzieła

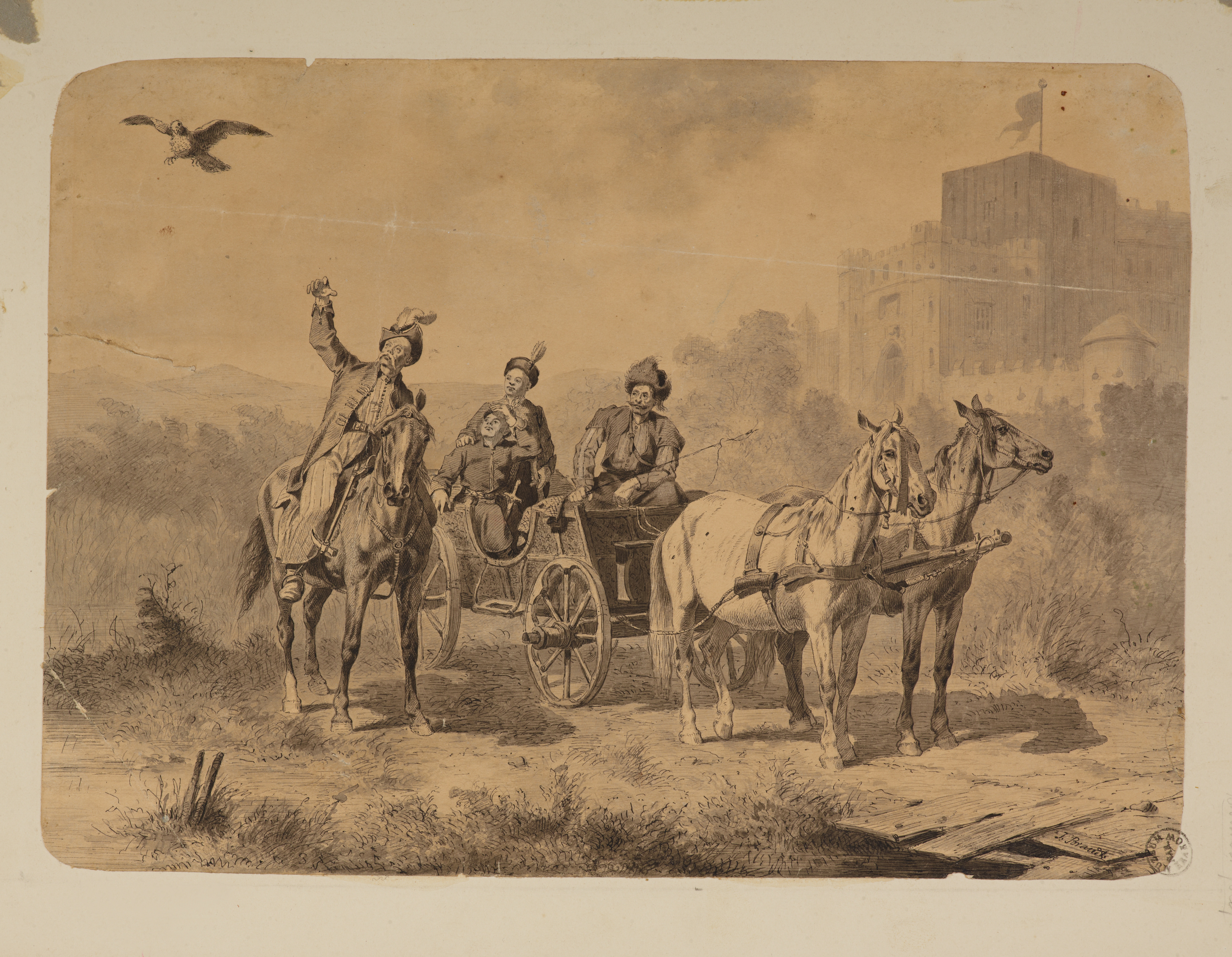
Polowanie z sokołem, lata 60. XIX wieku, Muzeum Narodowe w Krakowie
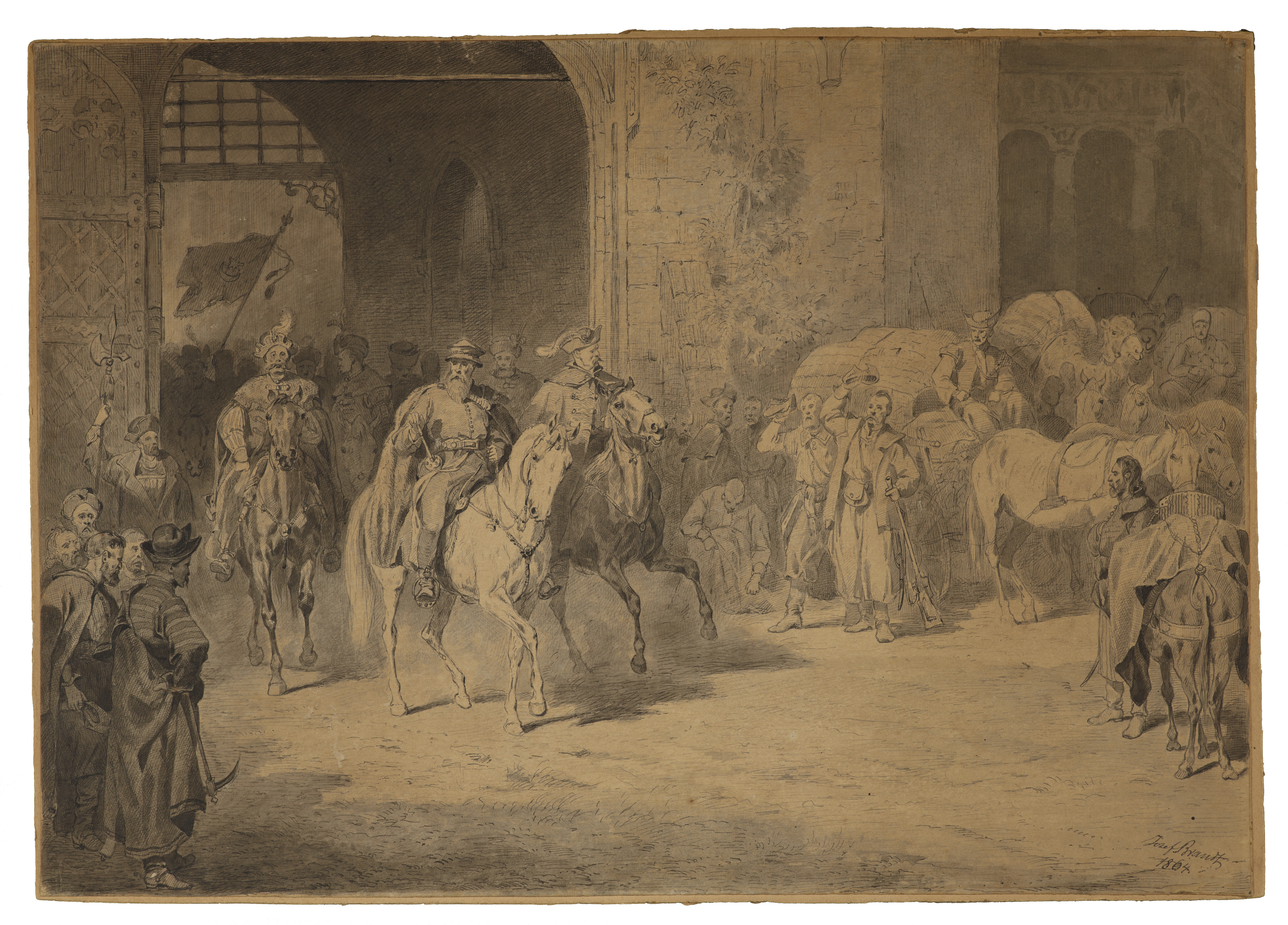
Wyjazd z zamku, 1864, Muzeum Narodowe w Krakowie
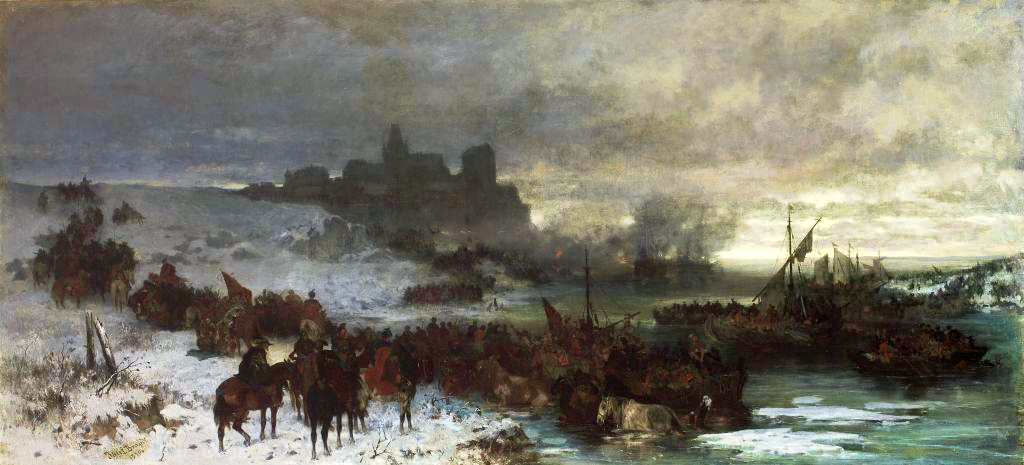
Czarniecki pod Koldyngą, 1870, Muzeum Narodowe w Warszawie
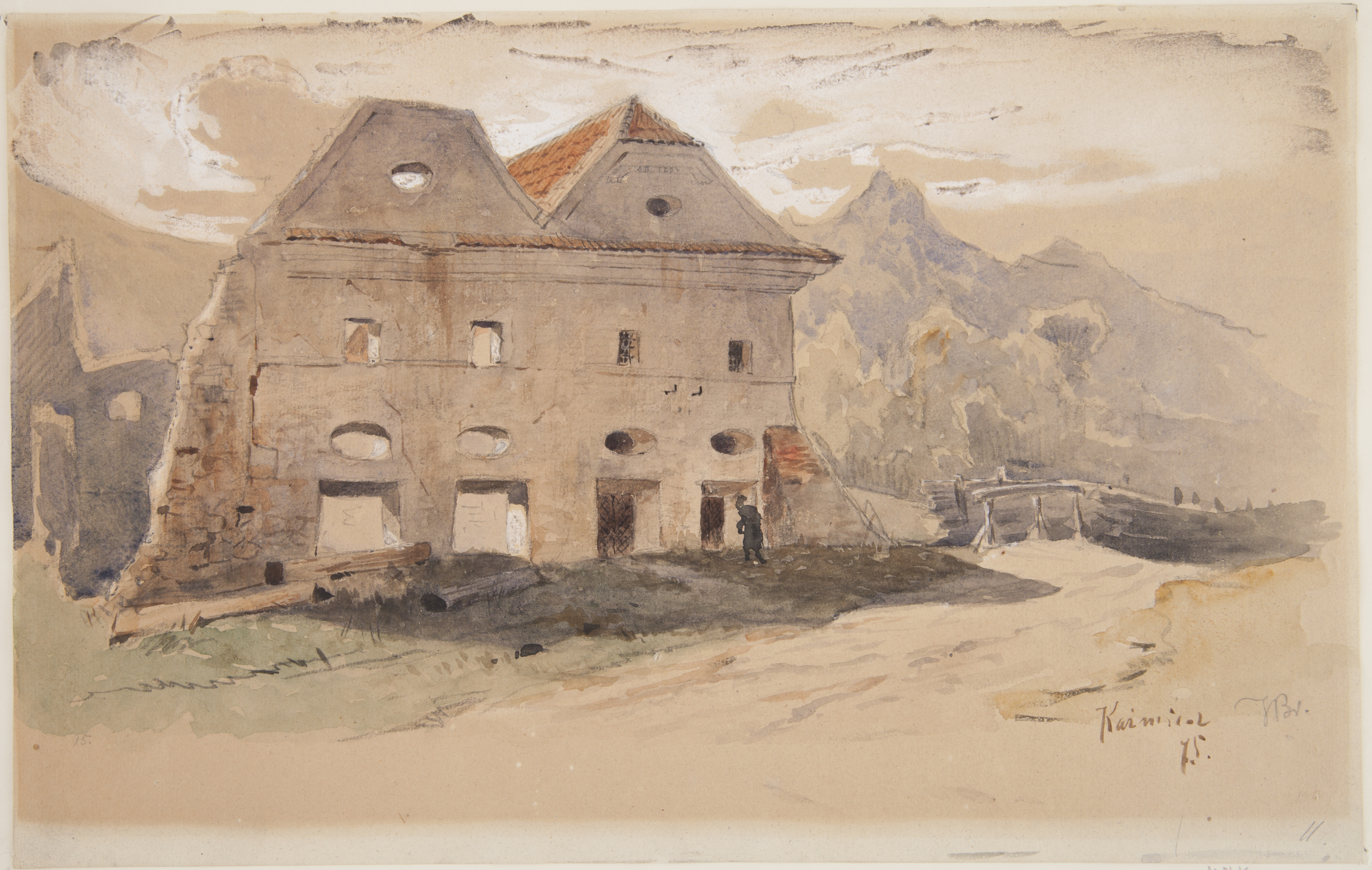
Spichlerz w Kazimierzu nad Wisłą, 1875, Muzeum Narodowe w Krakowie
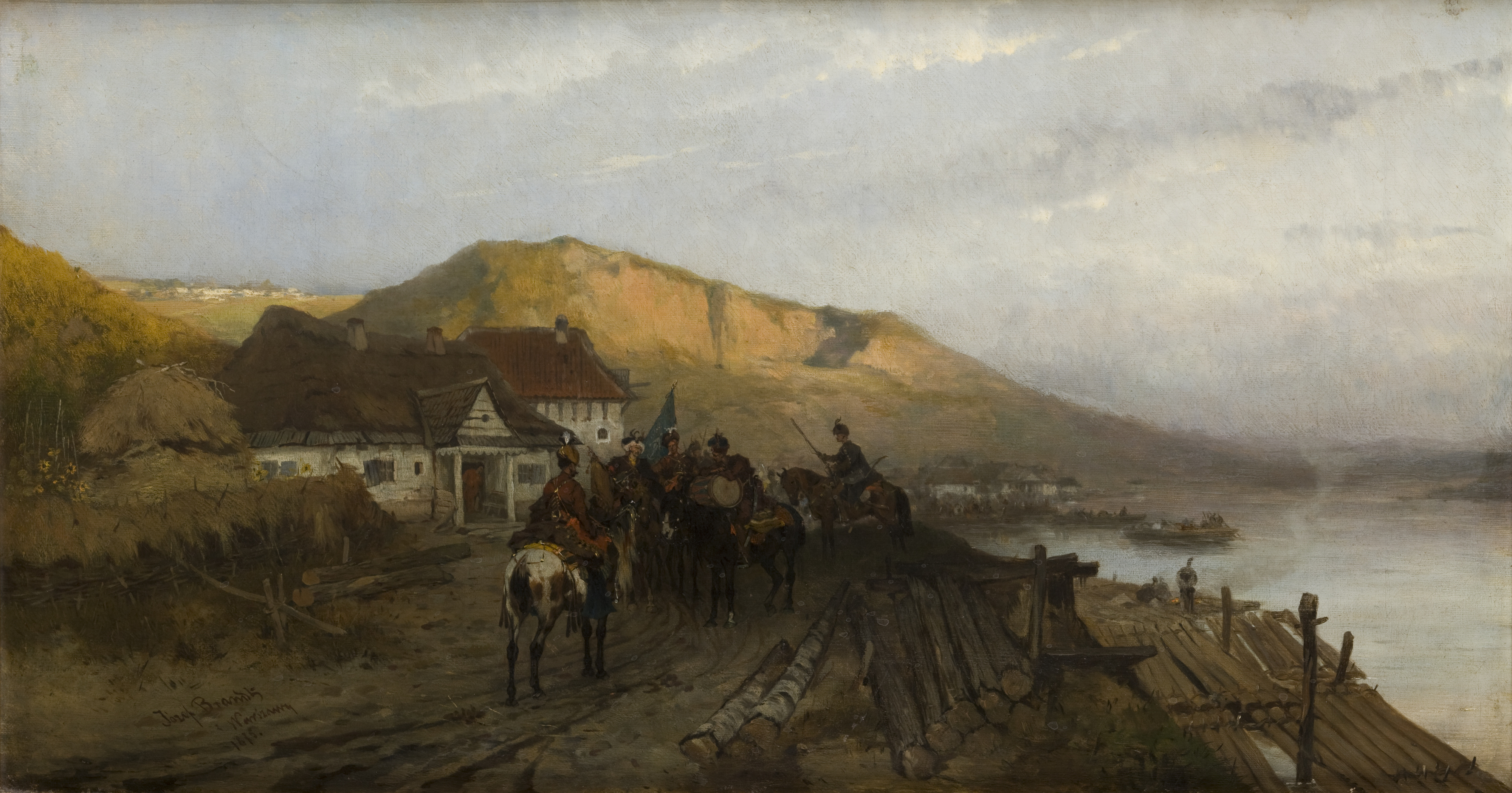
Nad Dniestrem, 1875, Muzeum Narodowe w Krakowie
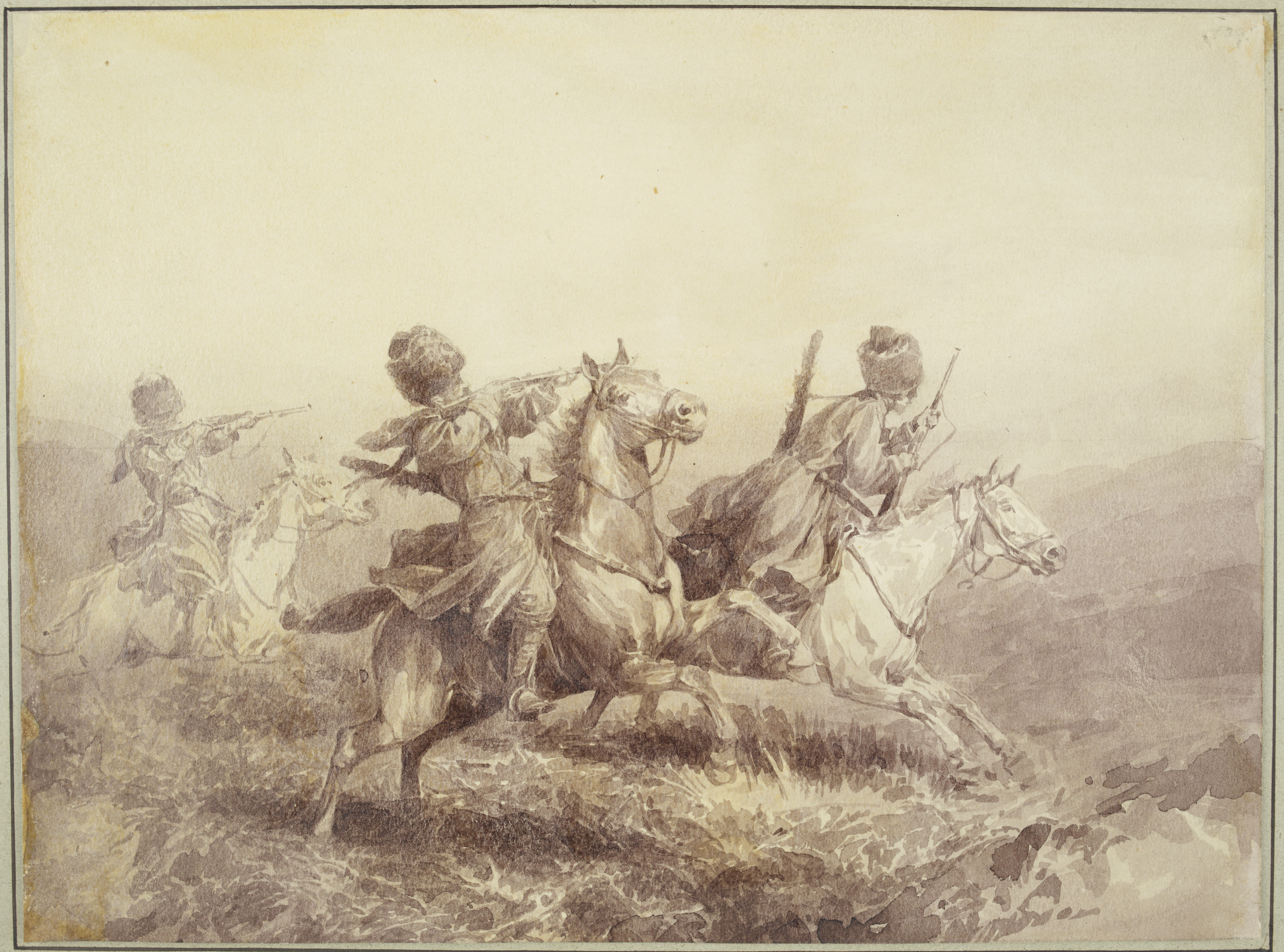
Czerkiesi pędzący na koniach, 1880–1885, Muzeum Narodowe w Krakowie
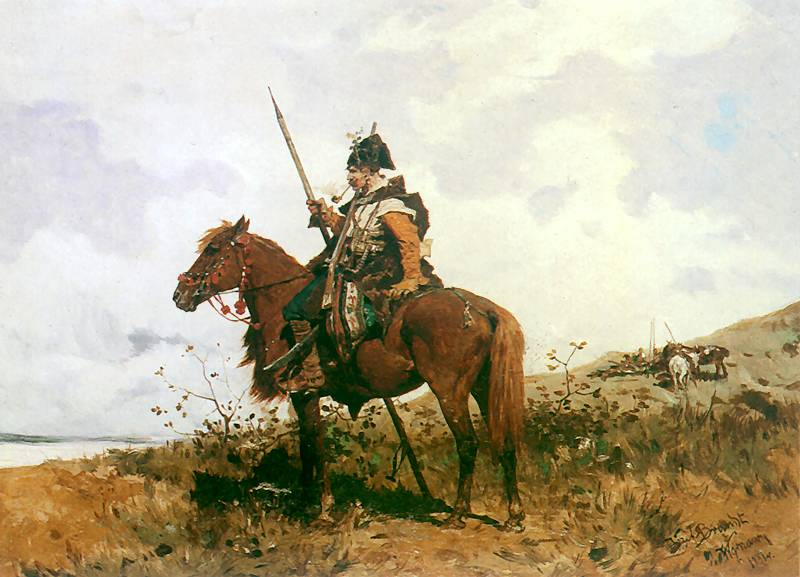
Kozak na koniu, 1881, Muzeum Polskie w Rapperswilu
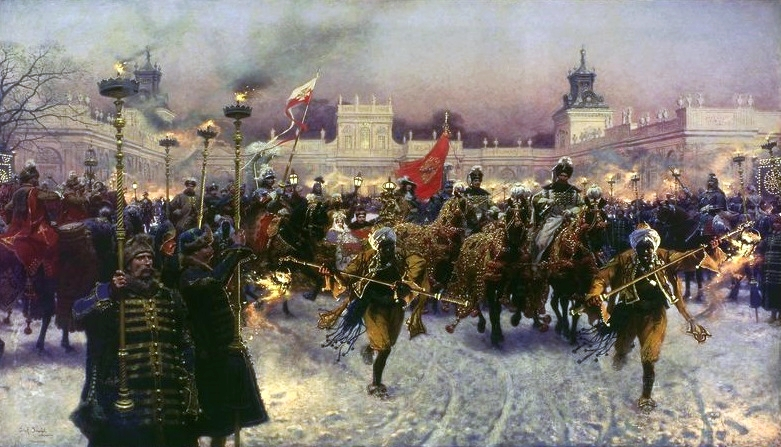
Wyjazd z Wilanowa Jana Sobieskiego z Marysieńką, 1887, Muzeum Narodowe w Warszawie
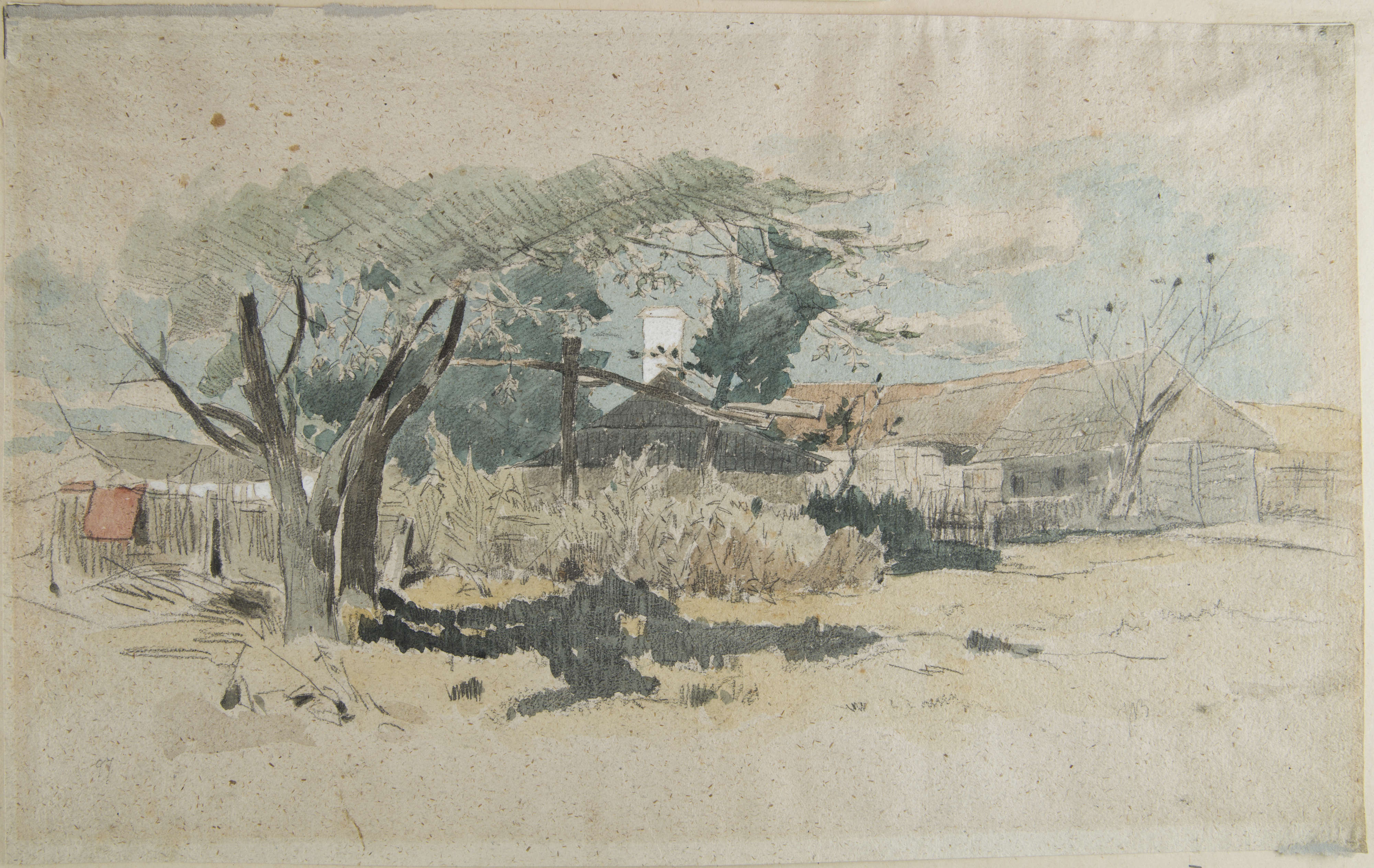
Zagrody wiejskie w Orońsku, 1897, Muzeum Narodowe w Krakowie
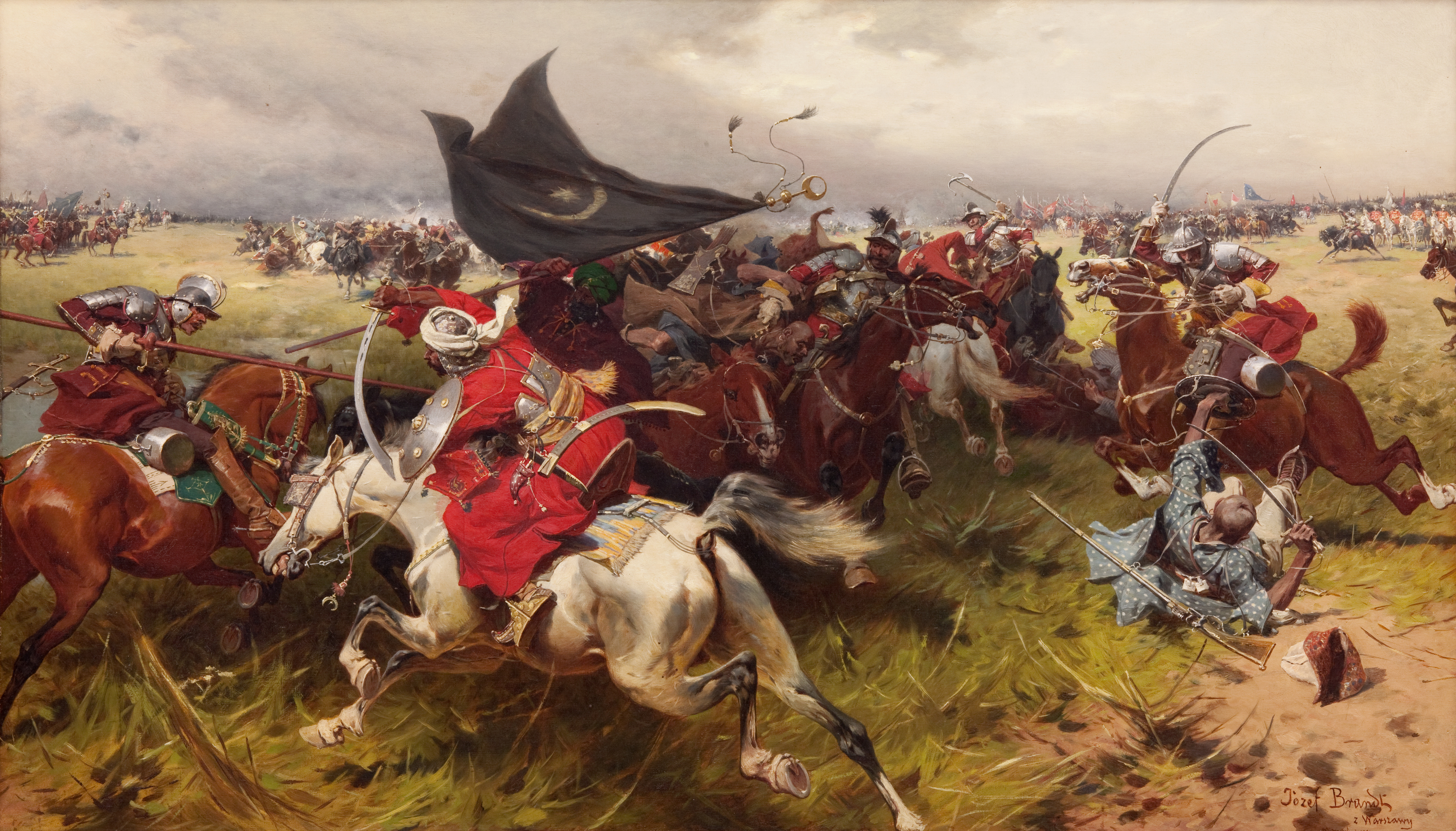
Walka o sztandar turecki, 1905, Muzeum Narodowe w Krakowie

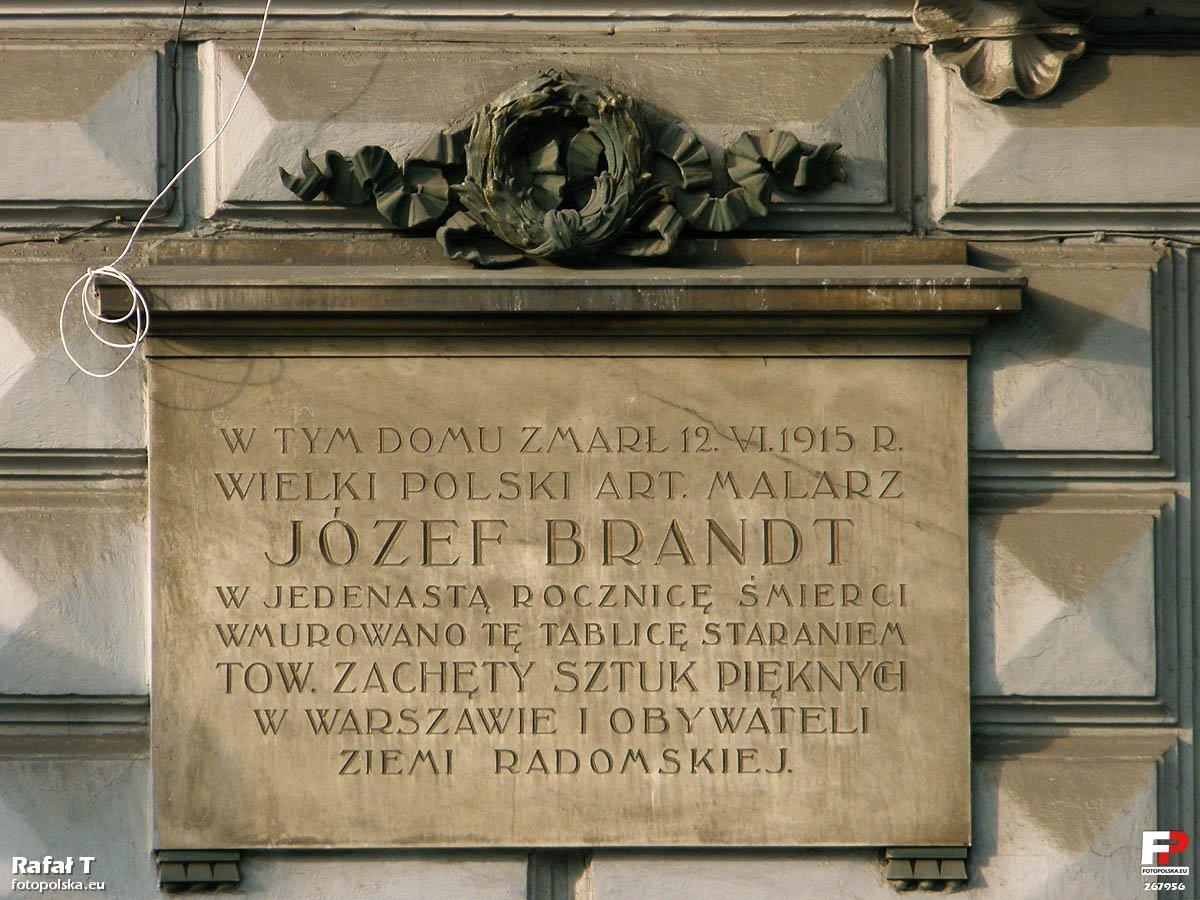
Tablica ku czci Józefa Brandta umieszczona na kamienicy przy ulicy Piłsudskiego 9 w Radomiu, w której artysta zmarł

- Popas czumaków przed karczmą (1865), 39 × 56 cm, Muzeum Okręgowe w Toruniu
- Bitwa pod Chocimiem (1867), 190 × 337 cm, Muzeum Narodowe w Warszawie
- Tabor – powrót spod Wiednia (1869), 44 × 79 cm, Muzeum Sztuki w Łodzi
- Czarniecki pod Koldyngą[9][10] (1870), 95 × 205,,5 cm, Muzeum Narodowe w Warszawie
- Zwiad kozacki, (1873)
- Przejście przez Karpaty (1874)
- Powitanie stepu (Pieśń zwycięstwa), (1874)
- Przeprawa przez Dniepr (1875)
- Zaloty (1874), Muzeum Narodowe w Warszawie
- Konfederaci barscy (obrona zaścianka) (1875), Muzeum Wojska Polskiego w Warszawie
- Kozak i dziewczyna przy studni (1875), 51 × 99 cm, Muzeum Narodowe w Kielcach
- Odbicie jasyru (1878), 179 × 445 cm, Muzeum Narodowe w Warszawie
- Obóz zaporożców (ok. 1880)
- Pojmanie na arkan (1881), 114 × 204 cm, Muzeum Narodowe w Poznaniu
- Buńczuczny (1885), 82 × 58 cm, Muzeum Okręgowe w Toruniu
- Chwytanie konia na arkan (ok. 1880), 83,5 × 73,5 cm, Lwowska Galeria Sztuki
- Przed burzą (1882), 48 × 100 cm, Muzeum Okręgowe w Toruniu
- Pojmanie na arkan, (1882)
- Spotkanie na moście (1884), 100 × 200 cm, Muzeum Narodowe w Krakowie
- Fantazja (Strzelanie z łuku) (1885), 57 × 46 cm, Muzeum Narodowe w Poznaniu
- Buńczuczny (ok. 1885)
- Gajowy (1886), 45 × 60 cm, Muzeum Narodowe w Krakowie
- Jarmark na Podolu (ok. 1885), 22,4 × 37,5 cm, Muzeum Narodowe w Warszawie
- Wyjazd z Wilanowa Jana Sobieskiego z Marysieńką (1887), 186 × 343 cm, Muzeum Narodowe w Warszawie[11]
- Modlitwa na stepie (ok. 1890), 151 × 103 cm, Muzeum Narodowe w Warszawie
- Odbicie jasyru pod Martynowem
- Jarmark w Bałcie
- Husarz (ok. 1890)
- Wesele kozackie (1893), 243 × 156 cm, Muzeum Górnośląskie, Bytom
- Składanie sztandarów, (1905)
- Bogurodzica (ok. 1909), 160 × 302 cm, Muzeum Narodowe we Wrocławiu
- Niebezpieczna przeprawa (1909), 49,5 × 70 cm, Muzeum Śląskie w Katowicach
- Wyjazd na polowanie, obraz zaginiony w czasie II wojny światowej, w 2024 roku wrócił do Muzeum Śląskiego w Katowicach[12]

## Literatura dodatkowa
- Wacław Husarski: Brandt Józef. W: Polski Słownik Biograficzny. T. 2: Beyzym Jan – Brownsford Marja. Kraków: Polska Akademia Umiejętności – Skład Główny w Księgarniach Gebethnera i Wolffa, 1936, s. 388–391. Reprint: Zakład Narodowy im. Ossolińskich, Kraków 1989, ISBN 83-04-03291-0.